# Petrolisthes decacanthus
Petrolisthes decacanthus is een tienpotigensoort uit de familie van de Porcellanidae. De wetenschappelijke naam van de soort werd in 1897 voor het eerst geldig gepubliceerd door Arnold Edward Ortmann.